# Волинське родовище моріону
Волинське родовище моріону — генетично і просторово пов'язане з гранітами Коростенського плутону Українського щита.

## Характеристика
Родовище камерних пегматитів розташоване в західному ендоконтакті гранітів з породами основного складу Хорошівського масиву. Ця пегматитова зона простягається вздовж контакту порід основного та кислого складу довжиною до 25 км та шириною 0,3-1,5 км. Камерні пегматити родовища експлуатуються понад 60 років. З них видобувають унікальні кристали та друзи кварцу (моріону), топазу і берилу, які мають технічне, ювелірне, колекційне та наукове призначення.
Мінеральний склад камерних пегматитів досить різноманітний, на сьогодні описано більш 100 мінералів. Особливе місце серед них посідають кварц, польовий шпат, топаз, берил. Кварц у камерних пегматитах Волині мас широку гаму різновидів, які різняться за формою, розмірами, забарвленням та внутрішньою будовою. Габітус кристалів кварцу — призматичний, ромбоедричний або призматично-ромбоедричний. Для великих кристалів кварцу характерне зональне забарвлення (від центра кристалу до його периферії): гірський кришталь, димчастий (раухтопаз) і моріон. Найбільший кристал кварцу, видобутий на родовищі, — 10 т. Польові шпати — найпоширеніші мінерали камерних пегматитів. Представлені калій-натрієвими видами та різновидами. Топаз — типоморфний мінерал камерних пегматитів. Основна маса його кристалів зосереджена в заноришах, менша її частина — в зоні вилуговування. За характером забарвлення волинські кристали топазу одноколірні (безбарвні, блакитні, рожеві) і поліхромні (блакитно-рожеві). Габітус більшості кристалів топазу — призматичний.
Знахідки великих прозорих (ювелірних) кристалів топазу вагою від 1 до 50 кг на родовищі — звичайна справа. Найбільший кристал топазу, який був видобутий у 1964 р. на родовищі, — 117 кг.
Унікальним (ювелірним) кристалам топазу великої вартості, які сьогодні зберігаються в Музеї коштовного і декоративного каменю (смт. Хорошів Житомирської обл.) за доброю традицією присвоєні власні імена — «Академік Ферсман», «Джерельце», «Казка», «Золоте Полісся». Ці унікальні всесвітньовідомі кристали топазу — гордість і краса Поліського краю.
Берили із пегматитів Волині надзвичайно різноманітні за морфологією і скульптурою граней кристалів. Габітус кристалів призматичний.
Для кристалів берилу Волині найхарактернішим є одноманітний зелений колір різних відтінків — оливково-зелений, трав'янисто-зелений і дуже рідко трапляються кристали ніжно-блакитного кольору — аквамарини і молочно-білі гошеніти. Найбільший кристал берилу, видобутий на родовищі, — 66,6 кг, висота кристалу — 130 см.
Унікальним (ювелірним) кристалам берилу великої вартості, які зберігаються в музеї, як і унікальним кристалам топазу, присвоєні власні імена — «Академік Є. К. Лазаренко», «Апостоли Петро і Павло».
Більш як за півстолітню історію освоєння Волинського родовища моріону не одним поколінням геологів, які працювали на родовищі, зібрана і впорядкована колекція дорогоцінного каменю, характерного для родовищ каменів-самоцвітів України. Родовище самоцвітів у регіоні вважається одним із найдавніших у світі. Його вік – близько 2 мільярдів років. 
На базі цієї колекції сьогодні створене державне підприємство «Музей коштовного і декоративного каменю», підпорядковане Міністерству фінансів України. В наш час[коли?] це єдина, в своєму роді унікальна колекція дорогоцінних і декоративних каменів та виробів з них в Україні, яка відома і визнана спеціалістами однією з найкращих у світі. Сьогодні з впевненістю можна стверджувати, що Волинське родовище належить до одних з найунікальніших родовищ дорогоцінних каменів у світі.